# Mallory Comerford
Mallory Comerford (Kalamazoo, 6 settembre 1997) è una nuotatrice statunitense.

## Carriera
Specializzata nello stile libero, ha vinto nel 2017 il titolo mondiale nella staffetta 4x100m e nella 4x200m stile libero.

## Palmarès
- Mondiali

Budapest 2017: oro nella 4x100m sl, nella 4x200m sl, nella 4x100m misti, nella 4x100m sl mista e nella 4x100m misti mista.
Gwangju 2019: oro nella 4x100m misti e nella 4x100m sl mista, argento nella 4x100m sl e nella 4x100m misti mista.
Budapest 2022: bronzo nella 4x100m sl.
- Mondiali in vasca corta

Windsor 2016: oro nella 4x100m sl, nella 4x100m misti e argento nella 4x200m sl.
Hangzhou 2018: oro nella 4x50m sl, nella 4x100m sl, nella 4x50m misti, nella 4x100m misti e nella 4x50m sl mista, argento nei 200m sl e nella 4x200m sl e bronzo nei 100m sl.
- Campionati panpacifici

Tokyo 2018: argento nella 4x100m sl.

## International Swimming League
| Stagione 2019 | Stagione 2020 | Stagione 2021    |
| ------------- | ------------- | ---------------- |
| Cali Condors  | -             | Tokyo Frog Kings |